# Riskradion
Riskradion var ett humorprogram av och med Erik Blix, Peter Wennö, Lars Järlestad, Jojje Jönsson, Ulf Dageby, Kent R Andersson och Stefan Livh i Sveriges Radio P3. Underrubriken var ”50 riskabla minuter från Göteborg”, programmet sändes sena vardagskvällar, en gång i veckan.
Det sändes i fyra omgångar: Hösten 1987 (3 avsnitt), hösten 1988 (4 avsnitt) våren 1989 (4 avsnitt) och hösten 1989 (8 avsnitt). Under sommaren 1989 sändes två program med inslag från de första omgångarna, Riskradion upprepar sig.
Delar av materialet plus en del nyskrivet filmades för TV 1991 (6 avsnitt) och kallades Brutal-TV. Då ingick även Peter Apelgren, Robert Gustafsson och Regina Lund i ensemblen.
Programmet har bland annat kallats ”den intellektuella kiss- och bajshumorns inträde i svensk radio”.
Ett återkommande uttryck i Riskradion var Är du så jävla bra själv då?, som ibland användes som avslutning på sketcher utan uppenbar slutpoäng.

## Sketcher
Ett urval av sketcher från radioprogrammet Riskradion.

### Barntävlingar
- Arne från Rottne
- Lisa Lusis

### Berättelser
- Småbarnskvarten: Nalle Puh i den tyska versionen från 1938
- Sagostunden: Totte ger järnet
- Om Charles Bukowski hade skrivit böckerna om mumintrollen

### Mannen på gatan
Idag vid namn Rune Be... Bergström!
- Börsen
- Dagens skola
- Den svenske mannen
- Lånord

### Tävlingsprogram
- Gissa min perversion
- Gissa mitt lyte
- Lagt djur ligger
- Vi i femman

### Övriga
- Best of Lilla Sportspegeln
- Den perfekta bröllopsnatten
- Föreningen för
- Jag minns inte mitt 80-tal
- Medicinskåpet
- Melodifestivalen
- Plyschbjörn
- Rallarna
- Livsåskådningsredaktionen i Hallsberg
- Riksförbundet för alla oss som plötsligt bryter ut i vansinniga skrik (RFFAOSPBUIVS)
- SMHI
- Småborgerligt trauma
- Sportpublikextra, inklusive landskamp i läktarvåld.
- Sveriges tråkigaste textförfattare
- Sydows syndrom
- Trackningslistan
- Nyheter på finska
- Hallå kverulant
- Dagens bocktips
- Trivial pursuit
- Fördomar
- Bryskens

## I andra program
I radioprogrammet Public Service som sändes 12 maj 2013 i Sveriges Radio P1 återkom Erik Blix som karaktären Rune Bergström, Riskradions Mannen på gatan, med anledning av ett satirinslag kring utrikesminister Carl Bildts tilltag att ringa in till Alexandra Pascalidou i Ring P1 samma vecka.